# Thelypteris canadasii
Thelypteris canadasii är en kärrbräkenväxtart som först beskrevs av Sod., och fick sitt nu gällande namn av Arthur Hugh Garfit Alston. Thelypteris canadasii ingår i släktet Thelypteris och familjen Thelypteridaceae. Inga underarter finns listade.